# Cirali
Cıralı (Turks: Çıralı) is een kustplaatsje in het zuiden van Turkije, gelegen in de gemeente Kemer, in de provincie Antalya. De plaats dateert uit de 19e eeuw.
Cirali ligt in een kleine delta, ingeklemd tussen rotsige bergen. Door de ligging aan de kust leeft het voor een belangrijk deel van het toerisme. Daarnaast is de plaats bekend als uitvalsbasis voor de voormalige stad Olympos, die daar even ten zuiden van ligt. Er loopt een weg de bergen in naar de eeuwige vlammen en voormalige tempel van Chimaera.
| Ontwikkeling inwoners | Ontwikkeling inwoners |
| --------------------- | --------------------- |
| 2007                  | 6000                  |
| 2000                  | 4000                  |
| 1997                  | 2000                  |

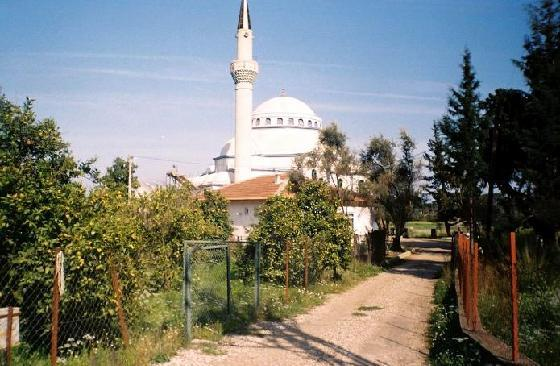
De moskee van Cirali
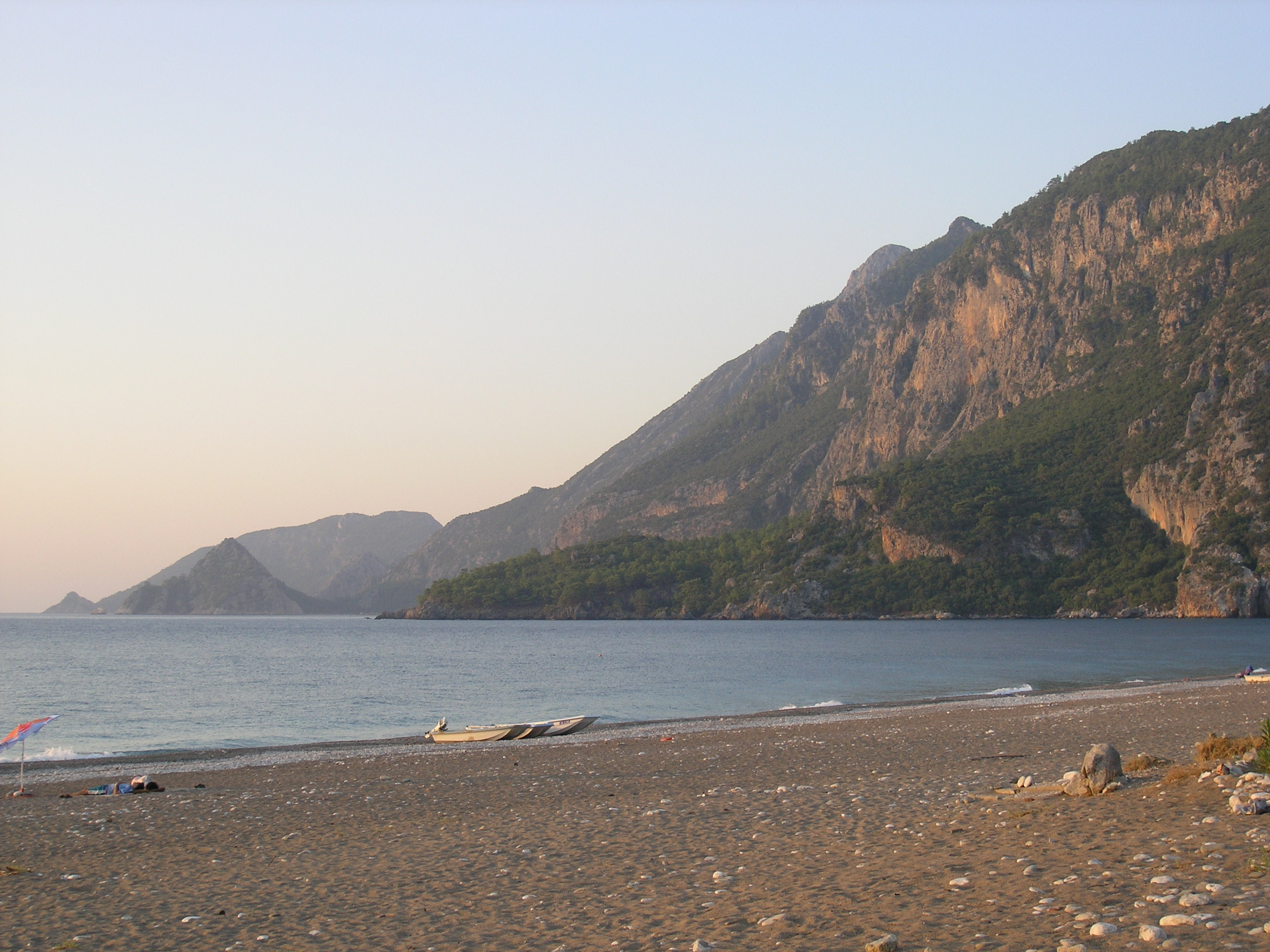
Strand van Cirali